# Rubberdam

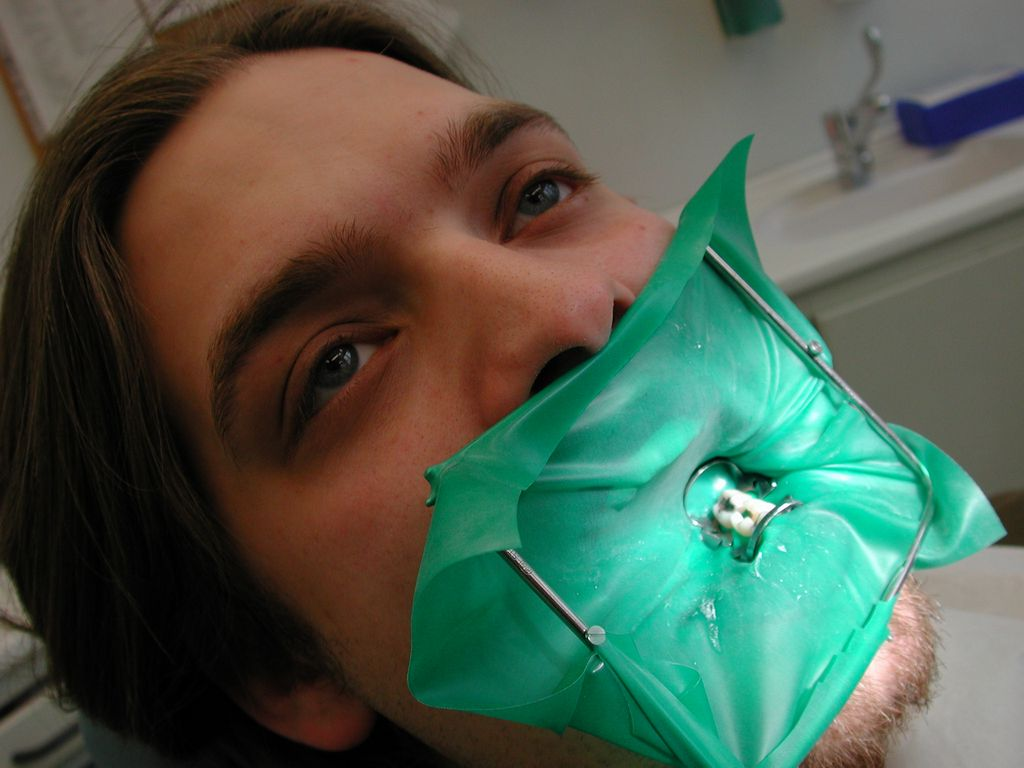
Rubberdam

De rubberdam, ook weleens cofferdam genoemd, wordt in de tandheelkunde gebruikt om een tand of een groep tanden te isoleren. Hierdoor wordt het werkterrein droog gehouden, wat vooral nuttig is bij wortelkanaalbehandeling en bij het gebruik van vochtgevoelige vulmaterialen zoals composieten. Het wordt ook gebruikt bij het bleken van tanden (bleaching), om het tandvlees te isoleren van de bijtende bleekproducten, en bij het verwijderen van kwikhoudende amalgaamelementen. Bij het gebruik van een rubberdam wordt tevens de patiënt beschermd tegen het inslikken van instrumenten.
Het is tegenwoordig de medisch professionele standaard om een cofferdam tijdens wortelkanaalbehandelingen te gebruiken. Slechts bij enkele uitzonderingen kan er geen cofferdam geplaatst worden.